# Hylocereus undatus
Пітахая хвиляста, пітая хвиляста (Selenicereus undatus, syn. Hylocereus undatus) — вид рослин з родини кактусових (Cactaceae).

## Будова

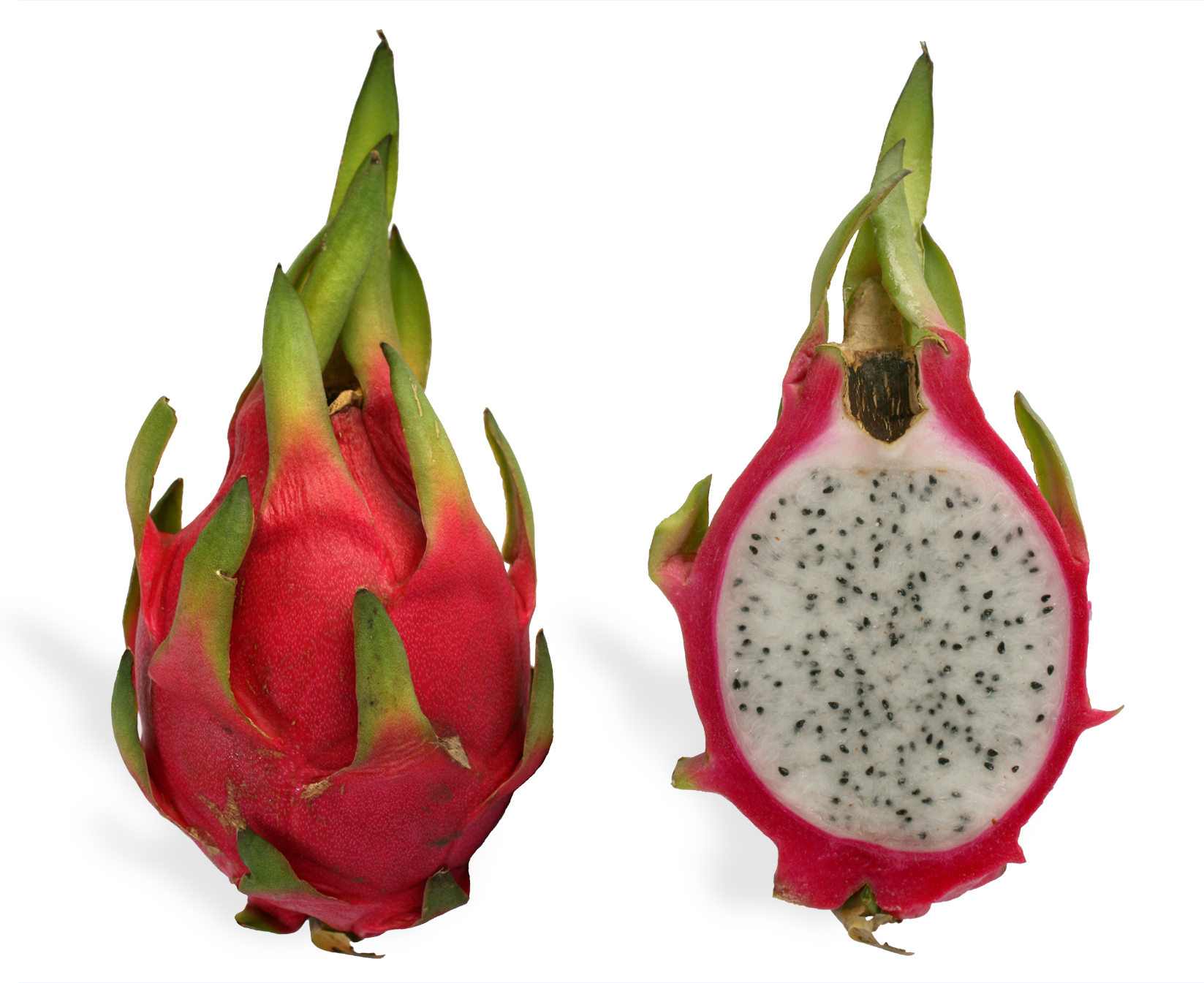
Плід пітаї хвилястої

Стебла зелені, краї хвилясті зазубрені. Квітки 25-30 см, білі з зеленими зовнішніми пелюстками та приквітками. Плід червоний з білою п'якоттю.

## Поширення та середовище існування
Походження невідоме, можливо, пітая хвиляста — це гібрид.

## Використання
Плоди можна їсти. Культивується у сільському господарстві.